# Championnat du Mozambique de football 2023
 (mars 2025).
Navigation
Saison 2022 Saison 2024
La saison 2023 du Championnat du Mozambique de football est la quarante-sixième édition du championnat de première division au Mozambique. Les douze meilleurs clubs du pays sont regroupés au sein d'une poule unique où ils s'affrontent deux fois, à domicile et à l'extérieur. En fin de saison, les trois derniers sont relégués en deuxième division.
C'est le Clube Ferroviário da Beira qui est sacré champion cette saison, après avoir terminé en tête du classement final, avec un seul point d'avance sur l'Associação Black Bulls et trois sur un duo composé du Clube Ferroviário de Nampula et du CD Costa do Sol. Il s'agit du second titre de champion du Mozambique de l'histoire du club après celui remporté en 2016.

## Les clubs participants
- CD Costa do Sol
- Ferroviario de Nacala
- Clube Ferroviário de Maputo
- AD Vilankulo
- Clube Ferroviário de Nampula
- Clube Ferroviário da Beira
- União de Songo
- Associação Black Bulls
- Ferroviario Lichinga
- Baía Pemba FC - Promu de D2
- Matchedje de Maputo - Promu de D2
- Ferroviário de Quelimane - Promu de D2

## Compétition

### Classement
Le barème utilisé pour établir le classement est le suivant :
- Victoire : 3 points
- Match nul : 1 point
- Défaite, forfait ou abandon : 0 point

| Rang | Équipe                       | Pts | J  | G  | N | P  | Bp | Bc | Diff |
| ---- | ---------------------------- | --- | -- | -- | - | -- | -- | -- | ---- |
| 1    | Clube Ferroviário da Beira   | 39  | 22 | 11 | 6 | 5  | 27 | 18 | +9   |
| 2    | Associação Black Bulls T C   | 38  | 22 | 11 | 5 | 6  | 30 | 18 | +12  |
| 3    | Clube Ferroviário de Nampula | 36  | 22 | 11 | 3 | 8  | 24 | 21 | +3   |
| 4    | CD Costa do Sol              | 36  | 22 | 10 | 6 | 6  | 33 | 22 | +11  |
| 5    | União de Songo               | 35  | 22 | 10 | 5 | 7  | 28 | 17 | +11  |
| 6    | Baía Pemba FCP               | 33  | 22 | 8  | 9 | 5  | 20 | 18 | +2   |
| 7    | Ferroviario Lichinga         | 32  | 22 | 8  | 8 | 6  | 20 | 21 | -1   |
| 8    | Clube Ferroviário de Maputo  | 29  | 22 | 8  | 5 | 9  | 23 | 20 | +3   |
| 9    | AD Vilankulo                 | 28  | 22 | 7  | 7 | 8  | 14 | 17 | -3   |
| 10   | Ferroviario de Nacala        | 25  | 22 | 7  | 4 | 11 | 21 | 32 | -11  |
| 11   | Ferroviário de QuelimaneP    | 20  | 22 | 5  | 5 | 12 | 15 | 27 | -12  |
| 12   | Matchedje de MaputoP         | 10  | 22 | 1  | 7 | 14 | 16 | 40 | -24  |

|  | Qualification pour la Ligue des champions de la CAF 2024-2025                                   |
|  | Qualification pour la Coupe de la confédération 2024-2025                                       |
|  | Relégation                                                                                      |
|  | T : Tenant du titre C : Vainqueur de la Coupe du Mozambique P : Club promu de deuxième division |

## Bilan de la saison
| Championnat du Mozambique de football 2023                             |                                       |
| Champion                                                               | Clube Ferroviário da Beira (2e titre) |
| Coupes et trophées                                                     |                                       |
| Vainqueur de la Coupe du Mozambique 2023                               | Associação Black Bulls                |
| Qualifications continentales                                           |                                       |
| Ligue des champions de la CAF 2024-2025                                | Clube Ferroviário da Beira            |
| Coupe de la confédération 2024-2025                                    | Associação Black Bulls                |
| Promotions et relégations                                              |                                       |
| Promus en Moçambola                                                    |                                       |
| Relégués en Championnat du Mozambique de football de deuxième division | Ferroviario de Nacala                 |
| Relégués en Championnat du Mozambique de football de deuxième division | Matchedje de Maputo                   |
| Relégués en Championnat du Mozambique de football de deuxième division | Ferroviário de Quelimane              |